# Telephone (pesem)
Telephone je ena največjih uspešnic pevke Lady Gaga iz albuma The Fame. Pesem je nadaljevanje pesmi Paparazzi v kateri gre pevka v zapor v tej pesmi pa jo spustijo in spet s pevko Beyonce ubijejo celo restavracijo ljudi. 